# Mystacocarida
Os mistacoráridos (Mystacocarida) são uma subclasse de minúsculos crustáceos maxilópodos, com apenas 13 espécies descritas, divididas em dois gêneros: Derocheilocaris e Ctenocheilocharis.

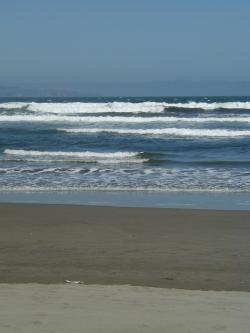
Playa Ritoque, Região V, Chile.

O mistacocárido fotografado (direita) foi encontrado na zona de retenção em Playa Ritoque, na Região V, Chile. Todos os mistacocáridos da América do Sul encontrados, até agora, foram do gênero Ctenocheilocharis (Hessler, 1988). Portanto, presume-se que este é o gênero do indivíduo fotografado. Exemplares de mistococáridos tem sido observados em Playa Grande (Las Cruces) e em Curiñanco (perto de Valdivia).

## Classificação
De acordo com Martin & Davis (2001), os mistacocáridos possuem uma única ordem e uma única família:
Ordem Mystacocaridida - Pennak & Zinn, 1943.
Família Derocheilocarididae - Pennak & Zinn, 1943.